# Culex azurini
Culex azurini är en tvåvingeart som beskrevs av Toma, Miyagi och Cabrera 1984. Culex azurini ingår i släktet Culex och familjen stickmyggor.
Artens utbredningsområde är Filippinerna. Inga underarter finns listade i Catalogue of Life.